# Аристократ (шахматы)
Аристократ (аристократическая задача) — шахматная композиция (задача, этюд), в которой присутствуют только фигуры (без пешек).
Противоположность — пешечные окончания.

## Пример
| \| \| a \| b \| c \| d \| e \| f \| g \| h \| \| \| - \| --------------------------------------------------------------------------------------------------------------------------------------------------------------------------------------------------------- \| --------------------------------------------------------------------------------------------------------------------------------------------------------------------------------------------------------- \| --------------------------------------------------------------------------------------------------------------------------------------------------------------------------------------------------------- \| --------------------------------------------------------------------------------------------------------------------------------------------------------------------------------------------------------- \| --------------------------------------------------------------------------------------------------------------------------------------------------------------------------------------------------------- \| --------------------------------------------------------------------------------------------------------------------------------------------------------------------------------------------------------- \| --------------------------------------------------------------------------------------------------------------------------------------------------------------------------------------------------------- \| --------------------------------------------------------------------------------------------------------------------------------------------------------------------------------------------------------- \| - \| \| 8 \| g7 чёрный слон · h7 чёрный слон · b6 белый ферзь · d6 белый конь · e6 чёрная ладья · g6 чёрный конь · d5 чёрный король · f5 белый слон · h5 белый конь · c3 белый слон · g1 белая ладья · h1 белый король \| g7 чёрный слон · h7 чёрный слон · b6 белый ферзь · d6 белый конь · e6 чёрная ладья · g6 чёрный конь · d5 чёрный король · f5 белый слон · h5 белый конь · c3 белый слон · g1 белая ладья · h1 белый король \| g7 чёрный слон · h7 чёрный слон · b6 белый ферзь · d6 белый конь · e6 чёрная ладья · g6 чёрный конь · d5 чёрный король · f5 белый слон · h5 белый конь · c3 белый слон · g1 белая ладья · h1 белый король \| g7 чёрный слон · h7 чёрный слон · b6 белый ферзь · d6 белый конь · e6 чёрная ладья · g6 чёрный конь · d5 чёрный король · f5 белый слон · h5 белый конь · c3 белый слон · g1 белая ладья · h1 белый король \| g7 чёрный слон · h7 чёрный слон · b6 белый ферзь · d6 белый конь · e6 чёрная ладья · g6 чёрный конь · d5 чёрный король · f5 белый слон · h5 белый конь · c3 белый слон · g1 белая ладья · h1 белый король \| g7 чёрный слон · h7 чёрный слон · b6 белый ферзь · d6 белый конь · e6 чёрная ладья · g6 чёрный конь · d5 чёрный король · f5 белый слон · h5 белый конь · c3 белый слон · g1 белая ладья · h1 белый король \| g7 чёрный слон · h7 чёрный слон · b6 белый ферзь · d6 белый конь · e6 чёрная ладья · g6 чёрный конь · d5 чёрный король · f5 белый слон · h5 белый конь · c3 белый слон · g1 белая ладья · h1 белый король \| g7 чёрный слон · h7 чёрный слон · b6 белый ферзь · d6 белый конь · e6 чёрная ладья · g6 чёрный конь · d5 чёрный король · f5 белый слон · h5 белый конь · c3 белый слон · g1 белая ладья · h1 белый король \| 8 \| \| 7 \| g7 чёрный слон · h7 чёрный слон · b6 белый ферзь · d6 белый конь · e6 чёрная ладья · g6 чёрный конь · d5 чёрный король · f5 белый слон · h5 белый конь · c3 белый слон · g1 белая ладья · h1 белый король \| g7 чёрный слон · h7 чёрный слон · b6 белый ферзь · d6 белый конь · e6 чёрная ладья · g6 чёрный конь · d5 чёрный король · f5 белый слон · h5 белый конь · c3 белый слон · g1 белая ладья · h1 белый король \| g7 чёрный слон · h7 чёрный слон · b6 белый ферзь · d6 белый конь · e6 чёрная ладья · g6 чёрный конь · d5 чёрный король · f5 белый слон · h5 белый конь · c3 белый слон · g1 белая ладья · h1 белый король \| g7 чёрный слон · h7 чёрный слон · b6 белый ферзь · d6 белый конь · e6 чёрная ладья · g6 чёрный конь · d5 чёрный король · f5 белый слон · h5 белый конь · c3 белый слон · g1 белая ладья · h1 белый король \| g7 чёрный слон · h7 чёрный слон · b6 белый ферзь · d6 белый конь · e6 чёрная ладья · g6 чёрный конь · d5 чёрный король · f5 белый слон · h5 белый конь · c3 белый слон · g1 белая ладья · h1 белый король \| g7 чёрный слон · h7 чёрный слон · b6 белый ферзь · d6 белый конь · e6 чёрная ладья · g6 чёрный конь · d5 чёрный король · f5 белый слон · h5 белый конь · c3 белый слон · g1 белая ладья · h1 белый король \| g7 чёрный слон · h7 чёрный слон · b6 белый ферзь · d6 белый конь · e6 чёрная ладья · g6 чёрный конь · d5 чёрный король · f5 белый слон · h5 белый конь · c3 белый слон · g1 белая ладья · h1 белый король \| g7 чёрный слон · h7 чёрный слон · b6 белый ферзь · d6 белый конь · e6 чёрная ладья · g6 чёрный конь · d5 чёрный король · f5 белый слон · h5 белый конь · c3 белый слон · g1 белая ладья · h1 белый король \| 7 \| \| 6 \| g7 чёрный слон · h7 чёрный слон · b6 белый ферзь · d6 белый конь · e6 чёрная ладья · g6 чёрный конь · d5 чёрный король · f5 белый слон · h5 белый конь · c3 белый слон · g1 белая ладья · h1 белый король \| g7 чёрный слон · h7 чёрный слон · b6 белый ферзь · d6 белый конь · e6 чёрная ладья · g6 чёрный конь · d5 чёрный король · f5 белый слон · h5 белый конь · c3 белый слон · g1 белая ладья · h1 белый король \| g7 чёрный слон · h7 чёрный слон · b6 белый ферзь · d6 белый конь · e6 чёрная ладья · g6 чёрный конь · d5 чёрный король · f5 белый слон · h5 белый конь · c3 белый слон · g1 белая ладья · h1 белый король \| g7 чёрный слон · h7 чёрный слон · b6 белый ферзь · d6 белый конь · e6 чёрная ладья · g6 чёрный конь · d5 чёрный король · f5 белый слон · h5 белый конь · c3 белый слон · g1 белая ладья · h1 белый король \| g7 чёрный слон · h7 чёрный слон · b6 белый ферзь · d6 белый конь · e6 чёрная ладья · g6 чёрный конь · d5 чёрный король · f5 белый слон · h5 белый конь · c3 белый слон · g1 белая ладья · h1 белый король \| g7 чёрный слон · h7 чёрный слон · b6 белый ферзь · d6 белый конь · e6 чёрная ладья · g6 чёрный конь · d5 чёрный король · f5 белый слон · h5 белый конь · c3 белый слон · g1 белая ладья · h1 белый король \| g7 чёрный слон · h7 чёрный слон · b6 белый ферзь · d6 белый конь · e6 чёрная ладья · g6 чёрный конь · d5 чёрный король · f5 белый слон · h5 белый конь · c3 белый слон · g1 белая ладья · h1 белый король \| g7 чёрный слон · h7 чёрный слон · b6 белый ферзь · d6 белый конь · e6 чёрная ладья · g6 чёрный конь · d5 чёрный король · f5 белый слон · h5 белый конь · c3 белый слон · g1 белая ладья · h1 белый король \| 6 \| \| 5 \| g7 чёрный слон · h7 чёрный слон · b6 белый ферзь · d6 белый конь · e6 чёрная ладья · g6 чёрный конь · d5 чёрный король · f5 белый слон · h5 белый конь · c3 белый слон · g1 белая ладья · h1 белый король \| g7 чёрный слон · h7 чёрный слон · b6 белый ферзь · d6 белый конь · e6 чёрная ладья · g6 чёрный конь · d5 чёрный король · f5 белый слон · h5 белый конь · c3 белый слон · g1 белая ладья · h1 белый король \| g7 чёрный слон · h7 чёрный слон · b6 белый ферзь · d6 белый конь · e6 чёрная ладья · g6 чёрный конь · d5 чёрный король · f5 белый слон · h5 белый конь · c3 белый слон · g1 белая ладья · h1 белый король \| g7 чёрный слон · h7 чёрный слон · b6 белый ферзь · d6 белый конь · e6 чёрная ладья · g6 чёрный конь · d5 чёрный король · f5 белый слон · h5 белый конь · c3 белый слон · g1 белая ладья · h1 белый король \| g7 чёрный слон · h7 чёрный слон · b6 белый ферзь · d6 белый конь · e6 чёрная ладья · g6 чёрный конь · d5 чёрный король · f5 белый слон · h5 белый конь · c3 белый слон · g1 белая ладья · h1 белый король \| g7 чёрный слон · h7 чёрный слон · b6 белый ферзь · d6 белый конь · e6 чёрная ладья · g6 чёрный конь · d5 чёрный король · f5 белый слон · h5 белый конь · c3 белый слон · g1 белая ладья · h1 белый король \| g7 чёрный слон · h7 чёрный слон · b6 белый ферзь · d6 белый конь · e6 чёрная ладья · g6 чёрный конь · d5 чёрный король · f5 белый слон · h5 белый конь · c3 белый слон · g1 белая ладья · h1 белый король \| g7 чёрный слон · h7 чёрный слон · b6 белый ферзь · d6 белый конь · e6 чёрная ладья · g6 чёрный конь · d5 чёрный король · f5 белый слон · h5 белый конь · c3 белый слон · g1 белая ладья · h1 белый король \| 5 \| \| 4 \| g7 чёрный слон · h7 чёрный слон · b6 белый ферзь · d6 белый конь · e6 чёрная ладья · g6 чёрный конь · d5 чёрный король · f5 белый слон · h5 белый конь · c3 белый слон · g1 белая ладья · h1 белый король \| g7 чёрный слон · h7 чёрный слон · b6 белый ферзь · d6 белый конь · e6 чёрная ладья · g6 чёрный конь · d5 чёрный король · f5 белый слон · h5 белый конь · c3 белый слон · g1 белая ладья · h1 белый король \| g7 чёрный слон · h7 чёрный слон · b6 белый ферзь · d6 белый конь · e6 чёрная ладья · g6 чёрный конь · d5 чёрный король · f5 белый слон · h5 белый конь · c3 белый слон · g1 белая ладья · h1 белый король \| g7 чёрный слон · h7 чёрный слон · b6 белый ферзь · d6 белый конь · e6 чёрная ладья · g6 чёрный конь · d5 чёрный король · f5 белый слон · h5 белый конь · c3 белый слон · g1 белая ладья · h1 белый король \| g7 чёрный слон · h7 чёрный слон · b6 белый ферзь · d6 белый конь · e6 чёрная ладья · g6 чёрный конь · d5 чёрный король · f5 белый слон · h5 белый конь · c3 белый слон · g1 белая ладья · h1 белый король \| g7 чёрный слон · h7 чёрный слон · b6 белый ферзь · d6 белый конь · e6 чёрная ладья · g6 чёрный конь · d5 чёрный король · f5 белый слон · h5 белый конь · c3 белый слон · g1 белая ладья · h1 белый король \| g7 чёрный слон · h7 чёрный слон · b6 белый ферзь · d6 белый конь · e6 чёрная ладья · g6 чёрный конь · d5 чёрный король · f5 белый слон · h5 белый конь · c3 белый слон · g1 белая ладья · h1 белый король \| g7 чёрный слон · h7 чёрный слон · b6 белый ферзь · d6 белый конь · e6 чёрная ладья · g6 чёрный конь · d5 чёрный король · f5 белый слон · h5 белый конь · c3 белый слон · g1 белая ладья · h1 белый король \| 4 \| \| 3 \| g7 чёрный слон · h7 чёрный слон · b6 белый ферзь · d6 белый конь · e6 чёрная ладья · g6 чёрный конь · d5 чёрный король · f5 белый слон · h5 белый конь · c3 белый слон · g1 белая ладья · h1 белый король \| g7 чёрный слон · h7 чёрный слон · b6 белый ферзь · d6 белый конь · e6 чёрная ладья · g6 чёрный конь · d5 чёрный король · f5 белый слон · h5 белый конь · c3 белый слон · g1 белая ладья · h1 белый король \| g7 чёрный слон · h7 чёрный слон · b6 белый ферзь · d6 белый конь · e6 чёрная ладья · g6 чёрный конь · d5 чёрный король · f5 белый слон · h5 белый конь · c3 белый слон · g1 белая ладья · h1 белый король \| g7 чёрный слон · h7 чёрный слон · b6 белый ферзь · d6 белый конь · e6 чёрная ладья · g6 чёрный конь · d5 чёрный король · f5 белый слон · h5 белый конь · c3 белый слон · g1 белая ладья · h1 белый король \| g7 чёрный слон · h7 чёрный слон · b6 белый ферзь · d6 белый конь · e6 чёрная ладья · g6 чёрный конь · d5 чёрный король · f5 белый слон · h5 белый конь · c3 белый слон · g1 белая ладья · h1 белый король \| g7 чёрный слон · h7 чёрный слон · b6 белый ферзь · d6 белый конь · e6 чёрная ладья · g6 чёрный конь · d5 чёрный король · f5 белый слон · h5 белый конь · c3 белый слон · g1 белая ладья · h1 белый король \| g7 чёрный слон · h7 чёрный слон · b6 белый ферзь · d6 белый конь · e6 чёрная ладья · g6 чёрный конь · d5 чёрный король · f5 белый слон · h5 белый конь · c3 белый слон · g1 белая ладья · h1 белый король \| g7 чёрный слон · h7 чёрный слон · b6 белый ферзь · d6 белый конь · e6 чёрная ладья · g6 чёрный конь · d5 чёрный король · f5 белый слон · h5 белый конь · c3 белый слон · g1 белая ладья · h1 белый король \| 3 \| \| 2 \| g7 чёрный слон · h7 чёрный слон · b6 белый ферзь · d6 белый конь · e6 чёрная ладья · g6 чёрный конь · d5 чёрный король · f5 белый слон · h5 белый конь · c3 белый слон · g1 белая ладья · h1 белый король \| g7 чёрный слон · h7 чёрный слон · b6 белый ферзь · d6 белый конь · e6 чёрная ладья · g6 чёрный конь · d5 чёрный король · f5 белый слон · h5 белый конь · c3 белый слон · g1 белая ладья · h1 белый король \| g7 чёрный слон · h7 чёрный слон · b6 белый ферзь · d6 белый конь · e6 чёрная ладья · g6 чёрный конь · d5 чёрный король · f5 белый слон · h5 белый конь · c3 белый слон · g1 белая ладья · h1 белый король \| g7 чёрный слон · h7 чёрный слон · b6 белый ферзь · d6 белый конь · e6 чёрная ладья · g6 чёрный конь · d5 чёрный король · f5 белый слон · h5 белый конь · c3 белый слон · g1 белая ладья · h1 белый король \| g7 чёрный слон · h7 чёрный слон · b6 белый ферзь · d6 белый конь · e6 чёрная ладья · g6 чёрный конь · d5 чёрный король · f5 белый слон · h5 белый конь · c3 белый слон · g1 белая ладья · h1 белый король \| g7 чёрный слон · h7 чёрный слон · b6 белый ферзь · d6 белый конь · e6 чёрная ладья · g6 чёрный конь · d5 чёрный король · f5 белый слон · h5 белый конь · c3 белый слон · g1 белая ладья · h1 белый король \| g7 чёрный слон · h7 чёрный слон · b6 белый ферзь · d6 белый конь · e6 чёрная ладья · g6 чёрный конь · d5 чёрный король · f5 белый слон · h5 белый конь · c3 белый слон · g1 белая ладья · h1 белый король \| g7 чёрный слон · h7 чёрный слон · b6 белый ферзь · d6 белый конь · e6 чёрная ладья · g6 чёрный конь · d5 чёрный король · f5 белый слон · h5 белый конь · c3 белый слон · g1 белая ладья · h1 белый король \| 2 \| \| 1 \| g7 чёрный слон · h7 чёрный слон · b6 белый ферзь · d6 белый конь · e6 чёрная ладья · g6 чёрный конь · d5 чёрный король · f5 белый слон · h5 белый конь · c3 белый слон · g1 белая ладья · h1 белый король \| g7 чёрный слон · h7 чёрный слон · b6 белый ферзь · d6 белый конь · e6 чёрная ладья · g6 чёрный конь · d5 чёрный король · f5 белый слон · h5 белый конь · c3 белый слон · g1 белая ладья · h1 белый король \| g7 чёрный слон · h7 чёрный слон · b6 белый ферзь · d6 белый конь · e6 чёрная ладья · g6 чёрный конь · d5 чёрный король · f5 белый слон · h5 белый конь · c3 белый слон · g1 белая ладья · h1 белый король \| g7 чёрный слон · h7 чёрный слон · b6 белый ферзь · d6 белый конь · e6 чёрная ладья · g6 чёрный конь · d5 чёрный король · f5 белый слон · h5 белый конь · c3 белый слон · g1 белая ладья · h1 белый король \| g7 чёрный слон · h7 чёрный слон · b6 белый ферзь · d6 белый конь · e6 чёрная ладья · g6 чёрный конь · d5 чёрный король · f5 белый слон · h5 белый конь · c3 белый слон · g1 белая ладья · h1 белый король \| g7 чёрный слон · h7 чёрный слон · b6 белый ферзь · d6 белый конь · e6 чёрная ладья · g6 чёрный конь · d5 чёрный король · f5 белый слон · h5 белый конь · c3 белый слон · g1 белая ладья · h1 белый король \| g7 чёрный слон · h7 чёрный слон · b6 белый ферзь · d6 белый конь · e6 чёрная ладья · g6 чёрный конь · d5 чёрный король · f5 белый слон · h5 белый конь · c3 белый слон · g1 белая ладья · h1 белый король \| g7 чёрный слон · h7 чёрный слон · b6 белый ферзь · d6 белый конь · e6 чёрная ладья · g6 чёрный конь · d5 чёрный король · f5 белый слон · h5 белый конь · c3 белый слон · g1 белая ладья · h1 белый король \| 1 \| \| \| a \| b \| c \| d \| e \| f \| g \| h \| \|мат в 2 хода · Решение: 1.Сe5! ~ 2.Фb5# · 1...Кр:e5 2.Фc5# · 1...Л:e5 2.Лd1# · 1...С:e5 2.Сe4# · 1...К:e5 2.Кf4# | | | | | | | | |   |
| | a | b | c | d | e | f | g | h |   |
| 8 | g7 чёрный слон · h7 чёрный слон · b6 белый ферзь · d6 белый конь · e6 чёрная ладья · g6 чёрный конь · d5 чёрный король · f5 белый слон · h5 белый конь · c3 белый слон · g1 белая ладья · h1 белый король | g7 чёрный слон · h7 чёрный слон · b6 белый ферзь · d6 белый конь · e6 чёрная ладья · g6 чёрный конь · d5 чёрный король · f5 белый слон · h5 белый конь · c3 белый слон · g1 белая ладья · h1 белый король | g7 чёрный слон · h7 чёрный слон · b6 белый ферзь · d6 белый конь · e6 чёрная ладья · g6 чёрный конь · d5 чёрный король · f5 белый слон · h5 белый конь · c3 белый слон · g1 белая ладья · h1 белый король | g7 чёрный слон · h7 чёрный слон · b6 белый ферзь · d6 белый конь · e6 чёрная ладья · g6 чёрный конь · d5 чёрный король · f5 белый слон · h5 белый конь · c3 белый слон · g1 белая ладья · h1 белый король | g7 чёрный слон · h7 чёрный слон · b6 белый ферзь · d6 белый конь · e6 чёрная ладья · g6 чёрный конь · d5 чёрный король · f5 белый слон · h5 белый конь · c3 белый слон · g1 белая ладья · h1 белый король | g7 чёрный слон · h7 чёрный слон · b6 белый ферзь · d6 белый конь · e6 чёрная ладья · g6 чёрный конь · d5 чёрный король · f5 белый слон · h5 белый конь · c3 белый слон · g1 белая ладья · h1 белый король | g7 чёрный слон · h7 чёрный слон · b6 белый ферзь · d6 белый конь · e6 чёрная ладья · g6 чёрный конь · d5 чёрный король · f5 белый слон · h5 белый конь · c3 белый слон · g1 белая ладья · h1 белый король | g7 чёрный слон · h7 чёрный слон · b6 белый ферзь · d6 белый конь · e6 чёрная ладья · g6 чёрный конь · d5 чёрный король · f5 белый слон · h5 белый конь · c3 белый слон · g1 белая ладья · h1 белый король | 8 |
| 7 | g7 чёрный слон · h7 чёрный слон · b6 белый ферзь · d6 белый конь · e6 чёрная ладья · g6 чёрный конь · d5 чёрный король · f5 белый слон · h5 белый конь · c3 белый слон · g1 белая ладья · h1 белый король | g7 чёрный слон · h7 чёрный слон · b6 белый ферзь · d6 белый конь · e6 чёрная ладья · g6 чёрный конь · d5 чёрный король · f5 белый слон · h5 белый конь · c3 белый слон · g1 белая ладья · h1 белый король | g7 чёрный слон · h7 чёрный слон · b6 белый ферзь · d6 белый конь · e6 чёрная ладья · g6 чёрный конь · d5 чёрный король · f5 белый слон · h5 белый конь · c3 белый слон · g1 белая ладья · h1 белый король | g7 чёрный слон · h7 чёрный слон · b6 белый ферзь · d6 белый конь · e6 чёрная ладья · g6 чёрный конь · d5 чёрный король · f5 белый слон · h5 белый конь · c3 белый слон · g1 белая ладья · h1 белый король | g7 чёрный слон · h7 чёрный слон · b6 белый ферзь · d6 белый конь · e6 чёрная ладья · g6 чёрный конь · d5 чёрный король · f5 белый слон · h5 белый конь · c3 белый слон · g1 белая ладья · h1 белый король | g7 чёрный слон · h7 чёрный слон · b6 белый ферзь · d6 белый конь · e6 чёрная ладья · g6 чёрный конь · d5 чёрный король · f5 белый слон · h5 белый конь · c3 белый слон · g1 белая ладья · h1 белый король | g7 чёрный слон · h7 чёрный слон · b6 белый ферзь · d6 белый конь · e6 чёрная ладья · g6 чёрный конь · d5 чёрный король · f5 белый слон · h5 белый конь · c3 белый слон · g1 белая ладья · h1 белый король | g7 чёрный слон · h7 чёрный слон · b6 белый ферзь · d6 белый конь · e6 чёрная ладья · g6 чёрный конь · d5 чёрный король · f5 белый слон · h5 белый конь · c3 белый слон · g1 белая ладья · h1 белый король | 7 |
| 6 | g7 чёрный слон · h7 чёрный слон · b6 белый ферзь · d6 белый конь · e6 чёрная ладья · g6 чёрный конь · d5 чёрный король · f5 белый слон · h5 белый конь · c3 белый слон · g1 белая ладья · h1 белый король | g7 чёрный слон · h7 чёрный слон · b6 белый ферзь · d6 белый конь · e6 чёрная ладья · g6 чёрный конь · d5 чёрный король · f5 белый слон · h5 белый конь · c3 белый слон · g1 белая ладья · h1 белый король | g7 чёрный слон · h7 чёрный слон · b6 белый ферзь · d6 белый конь · e6 чёрная ладья · g6 чёрный конь · d5 чёрный король · f5 белый слон · h5 белый конь · c3 белый слон · g1 белая ладья · h1 белый король | g7 чёрный слон · h7 чёрный слон · b6 белый ферзь · d6 белый конь · e6 чёрная ладья · g6 чёрный конь · d5 чёрный король · f5 белый слон · h5 белый конь · c3 белый слон · g1 белая ладья · h1 белый король | g7 чёрный слон · h7 чёрный слон · b6 белый ферзь · d6 белый конь · e6 чёрная ладья · g6 чёрный конь · d5 чёрный король · f5 белый слон · h5 белый конь · c3 белый слон · g1 белая ладья · h1 белый король | g7 чёрный слон · h7 чёрный слон · b6 белый ферзь · d6 белый конь · e6 чёрная ладья · g6 чёрный конь · d5 чёрный король · f5 белый слон · h5 белый конь · c3 белый слон · g1 белая ладья · h1 белый король | g7 чёрный слон · h7 чёрный слон · b6 белый ферзь · d6 белый конь · e6 чёрная ладья · g6 чёрный конь · d5 чёрный король · f5 белый слон · h5 белый конь · c3 белый слон · g1 белая ладья · h1 белый король | g7 чёрный слон · h7 чёрный слон · b6 белый ферзь · d6 белый конь · e6 чёрная ладья · g6 чёрный конь · d5 чёрный король · f5 белый слон · h5 белый конь · c3 белый слон · g1 белая ладья · h1 белый король | 6 |
| 5 | g7 чёрный слон · h7 чёрный слон · b6 белый ферзь · d6 белый конь · e6 чёрная ладья · g6 чёрный конь · d5 чёрный король · f5 белый слон · h5 белый конь · c3 белый слон · g1 белая ладья · h1 белый король | g7 чёрный слон · h7 чёрный слон · b6 белый ферзь · d6 белый конь · e6 чёрная ладья · g6 чёрный конь · d5 чёрный король · f5 белый слон · h5 белый конь · c3 белый слон · g1 белая ладья · h1 белый король | g7 чёрный слон · h7 чёрный слон · b6 белый ферзь · d6 белый конь · e6 чёрная ладья · g6 чёрный конь · d5 чёрный король · f5 белый слон · h5 белый конь · c3 белый слон · g1 белая ладья · h1 белый король | g7 чёрный слон · h7 чёрный слон · b6 белый ферзь · d6 белый конь · e6 чёрная ладья · g6 чёрный конь · d5 чёрный король · f5 белый слон · h5 белый конь · c3 белый слон · g1 белая ладья · h1 белый король | g7 чёрный слон · h7 чёрный слон · b6 белый ферзь · d6 белый конь · e6 чёрная ладья · g6 чёрный конь · d5 чёрный король · f5 белый слон · h5 белый конь · c3 белый слон · g1 белая ладья · h1 белый король | g7 чёрный слон · h7 чёрный слон · b6 белый ферзь · d6 белый конь · e6 чёрная ладья · g6 чёрный конь · d5 чёрный король · f5 белый слон · h5 белый конь · c3 белый слон · g1 белая ладья · h1 белый король | g7 чёрный слон · h7 чёрный слон · b6 белый ферзь · d6 белый конь · e6 чёрная ладья · g6 чёрный конь · d5 чёрный король · f5 белый слон · h5 белый конь · c3 белый слон · g1 белая ладья · h1 белый король | g7 чёрный слон · h7 чёрный слон · b6 белый ферзь · d6 белый конь · e6 чёрная ладья · g6 чёрный конь · d5 чёрный король · f5 белый слон · h5 белый конь · c3 белый слон · g1 белая ладья · h1 белый король | 5 |
| 4 | g7 чёрный слон · h7 чёрный слон · b6 белый ферзь · d6 белый конь · e6 чёрная ладья · g6 чёрный конь · d5 чёрный король · f5 белый слон · h5 белый конь · c3 белый слон · g1 белая ладья · h1 белый король | g7 чёрный слон · h7 чёрный слон · b6 белый ферзь · d6 белый конь · e6 чёрная ладья · g6 чёрный конь · d5 чёрный король · f5 белый слон · h5 белый конь · c3 белый слон · g1 белая ладья · h1 белый король | g7 чёрный слон · h7 чёрный слон · b6 белый ферзь · d6 белый конь · e6 чёрная ладья · g6 чёрный конь · d5 чёрный король · f5 белый слон · h5 белый конь · c3 белый слон · g1 белая ладья · h1 белый король | g7 чёрный слон · h7 чёрный слон · b6 белый ферзь · d6 белый конь · e6 чёрная ладья · g6 чёрный конь · d5 чёрный король · f5 белый слон · h5 белый конь · c3 белый слон · g1 белая ладья · h1 белый король | g7 чёрный слон · h7 чёрный слон · b6 белый ферзь · d6 белый конь · e6 чёрная ладья · g6 чёрный конь · d5 чёрный король · f5 белый слон · h5 белый конь · c3 белый слон · g1 белая ладья · h1 белый король | g7 чёрный слон · h7 чёрный слон · b6 белый ферзь · d6 белый конь · e6 чёрная ладья · g6 чёрный конь · d5 чёрный король · f5 белый слон · h5 белый конь · c3 белый слон · g1 белая ладья · h1 белый король | g7 чёрный слон · h7 чёрный слон · b6 белый ферзь · d6 белый конь · e6 чёрная ладья · g6 чёрный конь · d5 чёрный король · f5 белый слон · h5 белый конь · c3 белый слон · g1 белая ладья · h1 белый король | g7 чёрный слон · h7 чёрный слон · b6 белый ферзь · d6 белый конь · e6 чёрная ладья · g6 чёрный конь · d5 чёрный король · f5 белый слон · h5 белый конь · c3 белый слон · g1 белая ладья · h1 белый король | 4 |
| 3 | g7 чёрный слон · h7 чёрный слон · b6 белый ферзь · d6 белый конь · e6 чёрная ладья · g6 чёрный конь · d5 чёрный король · f5 белый слон · h5 белый конь · c3 белый слон · g1 белая ладья · h1 белый король | g7 чёрный слон · h7 чёрный слон · b6 белый ферзь · d6 белый конь · e6 чёрная ладья · g6 чёрный конь · d5 чёрный король · f5 белый слон · h5 белый конь · c3 белый слон · g1 белая ладья · h1 белый король | g7 чёрный слон · h7 чёрный слон · b6 белый ферзь · d6 белый конь · e6 чёрная ладья · g6 чёрный конь · d5 чёрный король · f5 белый слон · h5 белый конь · c3 белый слон · g1 белая ладья · h1 белый король | g7 чёрный слон · h7 чёрный слон · b6 белый ферзь · d6 белый конь · e6 чёрная ладья · g6 чёрный конь · d5 чёрный король · f5 белый слон · h5 белый конь · c3 белый слон · g1 белая ладья · h1 белый король | g7 чёрный слон · h7 чёрный слон · b6 белый ферзь · d6 белый конь · e6 чёрная ладья · g6 чёрный конь · d5 чёрный король · f5 белый слон · h5 белый конь · c3 белый слон · g1 белая ладья · h1 белый король | g7 чёрный слон · h7 чёрный слон · b6 белый ферзь · d6 белый конь · e6 чёрная ладья · g6 чёрный конь · d5 чёрный король · f5 белый слон · h5 белый конь · c3 белый слон · g1 белая ладья · h1 белый король | g7 чёрный слон · h7 чёрный слон · b6 белый ферзь · d6 белый конь · e6 чёрная ладья · g6 чёрный конь · d5 чёрный король · f5 белый слон · h5 белый конь · c3 белый слон · g1 белая ладья · h1 белый король | g7 чёрный слон · h7 чёрный слон · b6 белый ферзь · d6 белый конь · e6 чёрная ладья · g6 чёрный конь · d5 чёрный король · f5 белый слон · h5 белый конь · c3 белый слон · g1 белая ладья · h1 белый король | 3 |
| 2 | g7 чёрный слон · h7 чёрный слон · b6 белый ферзь · d6 белый конь · e6 чёрная ладья · g6 чёрный конь · d5 чёрный король · f5 белый слон · h5 белый конь · c3 белый слон · g1 белая ладья · h1 белый король | g7 чёрный слон · h7 чёрный слон · b6 белый ферзь · d6 белый конь · e6 чёрная ладья · g6 чёрный конь · d5 чёрный король · f5 белый слон · h5 белый конь · c3 белый слон · g1 белая ладья · h1 белый король | g7 чёрный слон · h7 чёрный слон · b6 белый ферзь · d6 белый конь · e6 чёрная ладья · g6 чёрный конь · d5 чёрный король · f5 белый слон · h5 белый конь · c3 белый слон · g1 белая ладья · h1 белый король | g7 чёрный слон · h7 чёрный слон · b6 белый ферзь · d6 белый конь · e6 чёрная ладья · g6 чёрный конь · d5 чёрный король · f5 белый слон · h5 белый конь · c3 белый слон · g1 белая ладья · h1 белый король | g7 чёрный слон · h7 чёрный слон · b6 белый ферзь · d6 белый конь · e6 чёрная ладья · g6 чёрный конь · d5 чёрный король · f5 белый слон · h5 белый конь · c3 белый слон · g1 белая ладья · h1 белый король | g7 чёрный слон · h7 чёрный слон · b6 белый ферзь · d6 белый конь · e6 чёрная ладья · g6 чёрный конь · d5 чёрный король · f5 белый слон · h5 белый конь · c3 белый слон · g1 белая ладья · h1 белый король | g7 чёрный слон · h7 чёрный слон · b6 белый ферзь · d6 белый конь · e6 чёрная ладья · g6 чёрный конь · d5 чёрный король · f5 белый слон · h5 белый конь · c3 белый слон · g1 белая ладья · h1 белый король | g7 чёрный слон · h7 чёрный слон · b6 белый ферзь · d6 белый конь · e6 чёрная ладья · g6 чёрный конь · d5 чёрный король · f5 белый слон · h5 белый конь · c3 белый слон · g1 белая ладья · h1 белый король | 2 |
| 1 | g7 чёрный слон · h7 чёрный слон · b6 белый ферзь · d6 белый конь · e6 чёрная ладья · g6 чёрный конь · d5 чёрный король · f5 белый слон · h5 белый конь · c3 белый слон · g1 белая ладья · h1 белый король | g7 чёрный слон · h7 чёрный слон · b6 белый ферзь · d6 белый конь · e6 чёрная ладья · g6 чёрный конь · d5 чёрный король · f5 белый слон · h5 белый конь · c3 белый слон · g1 белая ладья · h1 белый король | g7 чёрный слон · h7 чёрный слон · b6 белый ферзь · d6 белый конь · e6 чёрная ладья · g6 чёрный конь · d5 чёрный король · f5 белый слон · h5 белый конь · c3 белый слон · g1 белая ладья · h1 белый король | g7 чёрный слон · h7 чёрный слон · b6 белый ферзь · d6 белый конь · e6 чёрная ладья · g6 чёрный конь · d5 чёрный король · f5 белый слон · h5 белый конь · c3 белый слон · g1 белая ладья · h1 белый король | g7 чёрный слон · h7 чёрный слон · b6 белый ферзь · d6 белый конь · e6 чёрная ладья · g6 чёрный конь · d5 чёрный король · f5 белый слон · h5 белый конь · c3 белый слон · g1 белая ладья · h1 белый король | g7 чёрный слон · h7 чёрный слон · b6 белый ферзь · d6 белый конь · e6 чёрная ладья · g6 чёрный конь · d5 чёрный король · f5 белый слон · h5 белый конь · c3 белый слон · g1 белая ладья · h1 белый король | g7 чёрный слон · h7 чёрный слон · b6 белый ферзь · d6 белый конь · e6 чёрная ладья · g6 чёрный конь · d5 чёрный король · f5 белый слон · h5 белый конь · c3 белый слон · g1 белая ладья · h1 белый король | g7 чёрный слон · h7 чёрный слон · b6 белый ферзь · d6 белый конь · e6 чёрная ладья · g6 чёрный конь · d5 чёрный король · f5 белый слон · h5 белый конь · c3 белый слон · g1 белая ладья · h1 белый король | 1 |
| | a | b | c | d | e | f | g | h |   |